# Christian Torrejón
Christián Eleazar Torrejón (Villa Celina; 29 de octubre de 1972) conocido artísticamente como «Dios» Torrejón es un bajista, compositor y cantante argentino.

## Biografía
En 1992, junto a Patricio "Pato" Fontanet fundó la banda de rock "Río Verde" que más tarde cambiaria de nombre e integrantes, pasaría a llamarse Callejeros y contaría con las incorporaciones de Gustavo Varela, Eduardo Vázquez y Guillermo Le Voci. Torrejón participó en los ocho álbumes de Callejeros, desde el primer editado en 1997 (Solo x hoy) hasta el último Disco Escultura publicado en 2008.
En 2010, Fontanet y Torrejón disolvieron Callejeros para crear Don Osvaldo, que primeramente se llamó Casi Justicia Social. Su debut discográfico fue con Casi justicia social publicado en el año 2015. Tras salir de prisión, ambos, comenzaron a brindar conciertos a lo largo de toda Argentina. En 2022, publicó su tercer álbum con la banda: Flor de Ceibo. En 2024, se presentaron cuatro noches consecutivamente en el Estadio Luna Park, con localidades agotadas.

## Tragedia de Cromañón
En 2004, fue partícipe de la Tragedia de Cromañón, dónde fallecieron 194 personas. Primeramente Torrejón y los integrantes fueron absueltos, por lo que continuaron con sus vidas artísticas comúnmente. En 2011, la Cámara de Casación revocó el fallo inicial y sentenció a Torrejón a cinco años de prisión, que comenzó a cumplir pena en 2012, sin embargo, en 2014 trataron su sentencia, pero, en 2016 volvió a ingresar a prisión tras el rechazo a su apelación.En julio de 2017, Torrejón, recibió libertad condicional, junto a sus excompañeros Elio Delgado, Juan Alberto Carbone y Maximiliano Djerfy.

## Discografía

### Álbumes de estudio

#### Con Callejeros
- Solo x hoy (1997)
- Callejeros (1998)
- Adelantos (2000)
- Sed (2001)
- Presión (2003)
- Rocanroles sin destino (2004)
- Señales (2006)
- Obras 2004 en directo (2008)
- Disco Escultura (2008)

#### Con Don Osvaldo
- Casi justicia social (2015)
- Casi Justicia Social II (2019)
- Flor de Ceibo (2022)
- Zona Liberada (2025)